# Поперечная (приток Мунгата)
Поперечная — река в России, протекает по Крапивинскому району Кемеровской области.
Устье реки находится в 19 км по левому берегу реки Мунгат. Длина реки составляет 13 км.

## Данные водного реестра
По данным государственного водного реестра России, относится к Верхнеобскому бассейновому округу, водохозяйственный участок реки — Томь от города Новокузнецк до города Кемерово, речной подбассейн реки — Томь. Речной бассейн реки — (Верхняя) Обь до впадения Иртыша.